# Oruza ryukyuense
Oruza ryukyuense là một loài bướm đêm trong họ Erebidae.